# Ram Trucks

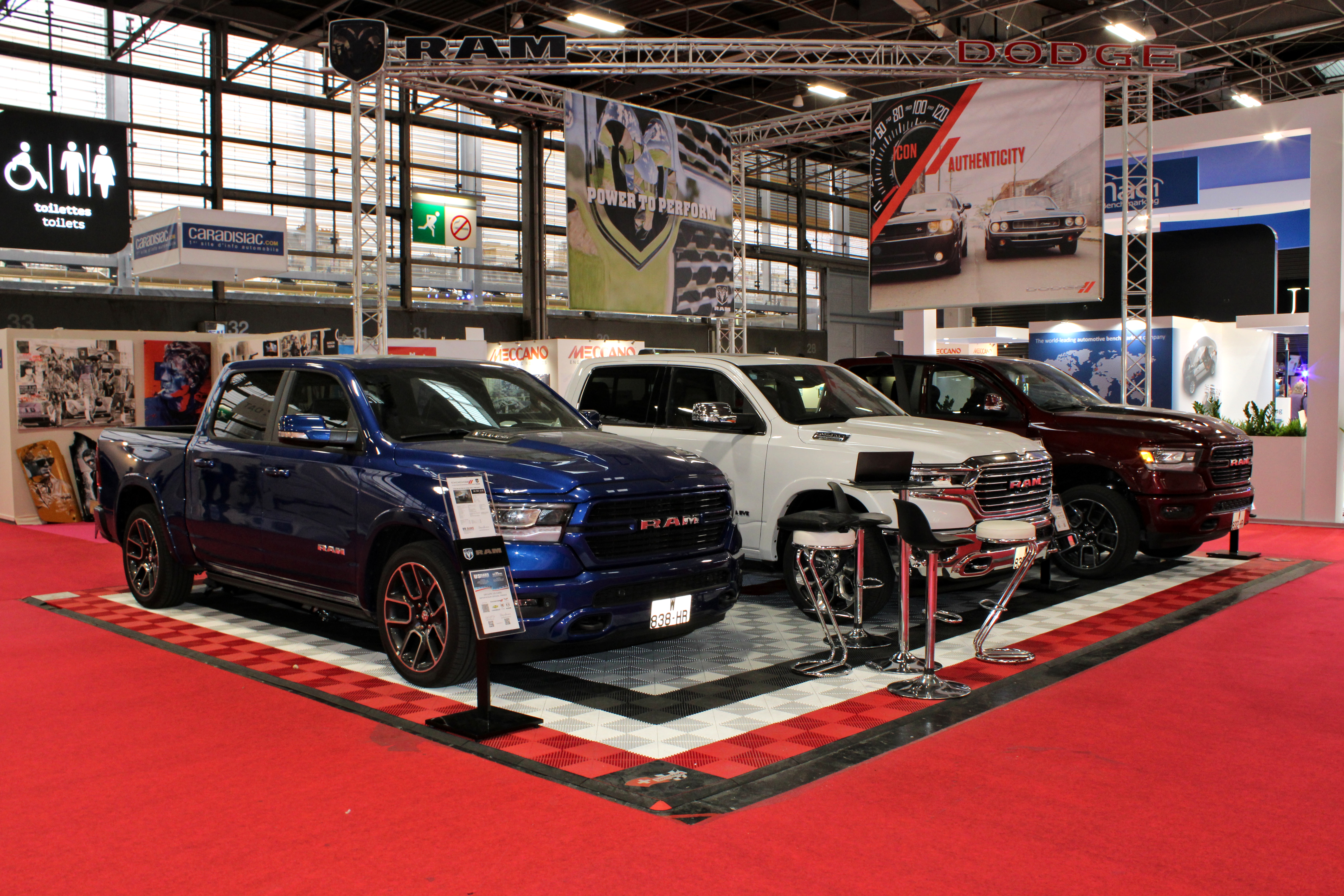
Mondial de l'Automobile 2018

Ram Trucks är ett amerikanskt märke för nyttofordon som är en division inom den amerikanska delen av Fiat Chrysler Automobiles (FCA US). Märket var fram till 2010 en del av Dodge och gick under namnet Dodge Ram, men är en del av Stellantis sedan år 2021.

## Galleri

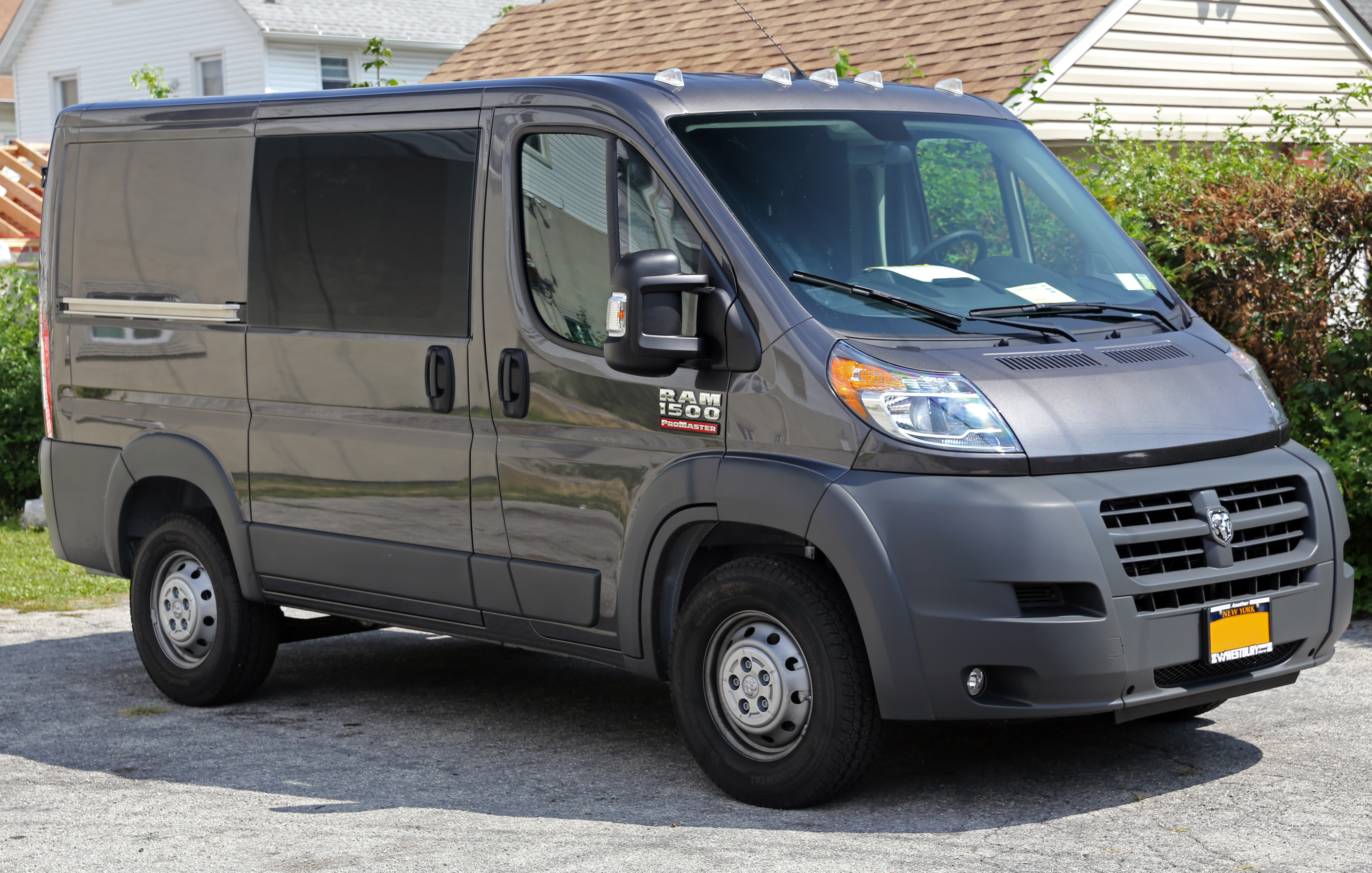
2014 Ram 1500 ProMaster Tradesman SWB
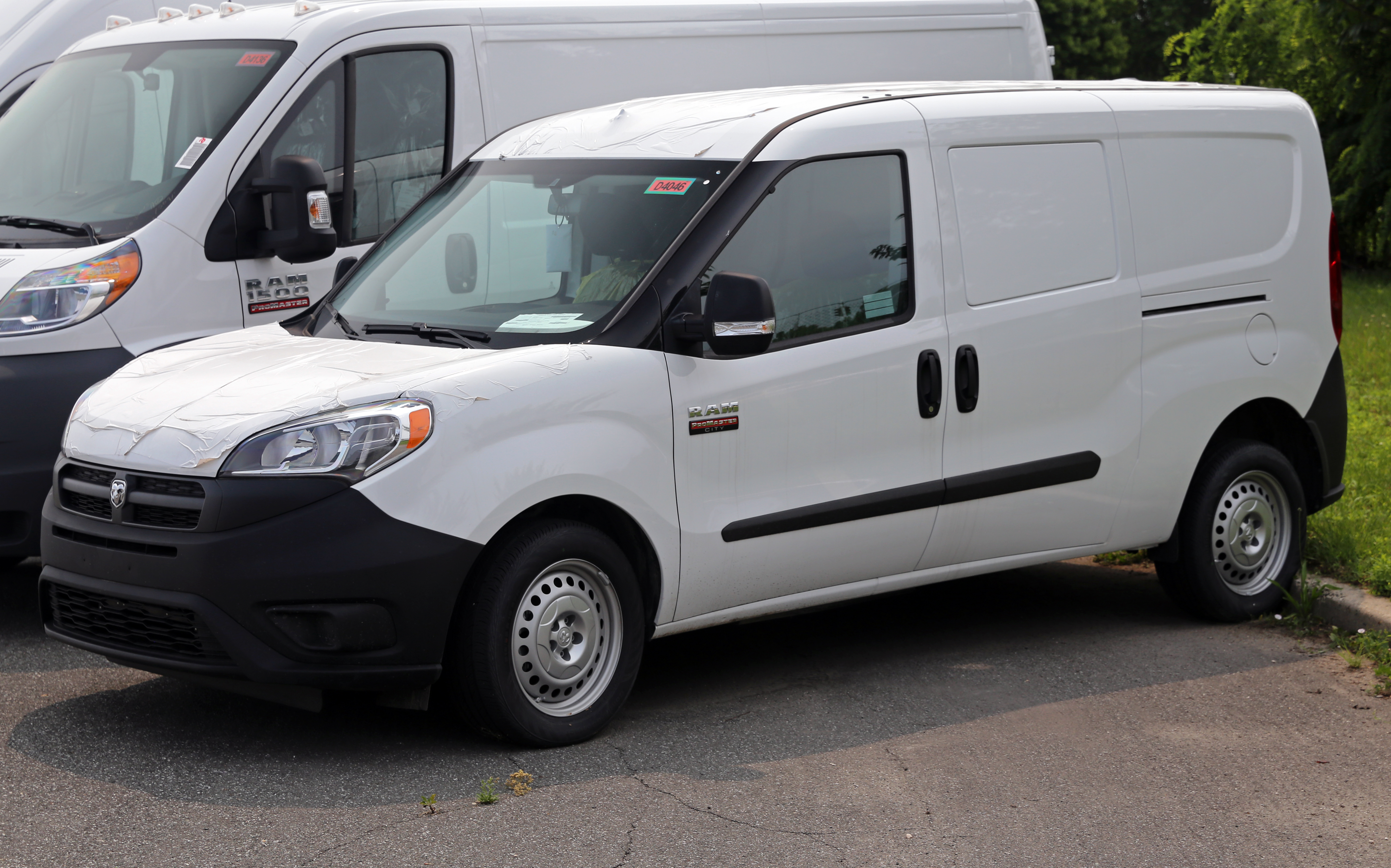
2015 Ram ProMaster Tradesman cargo van
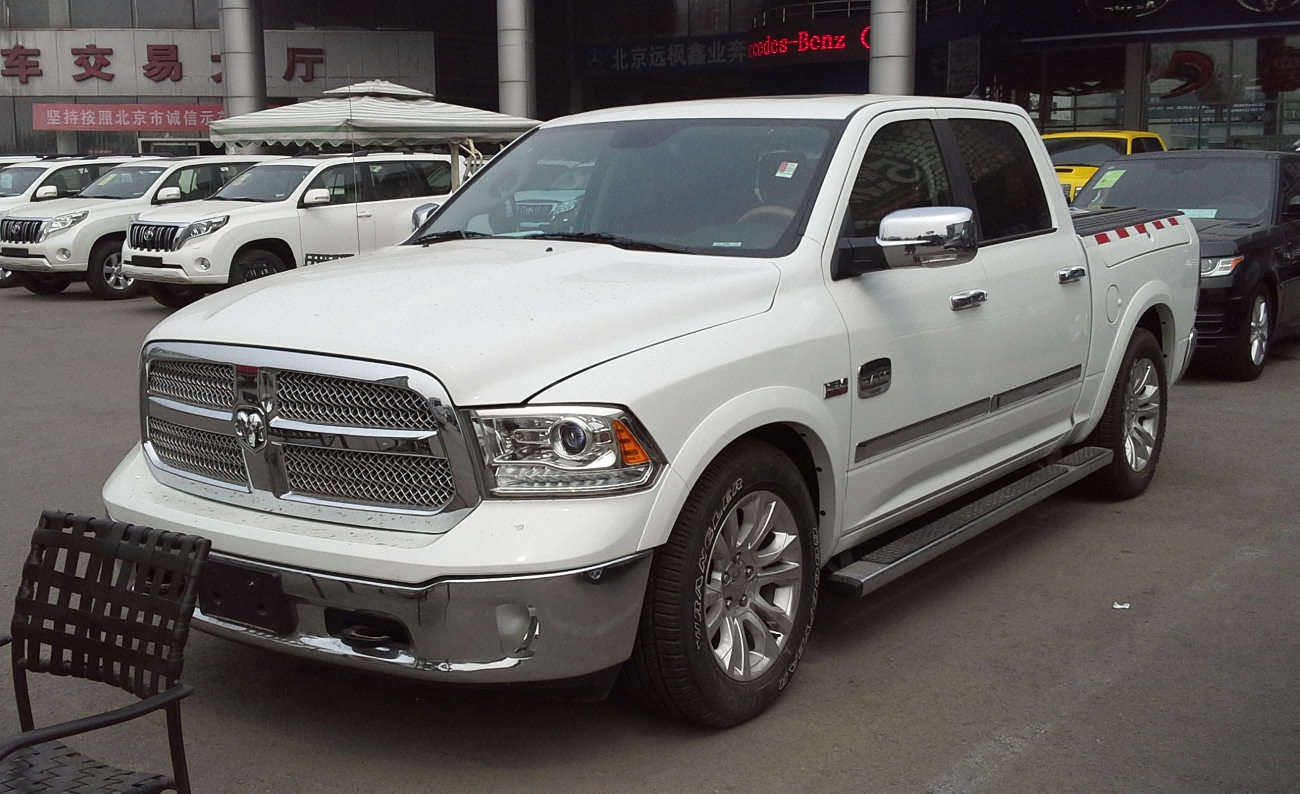
Ram 1500 DS Crew Cab
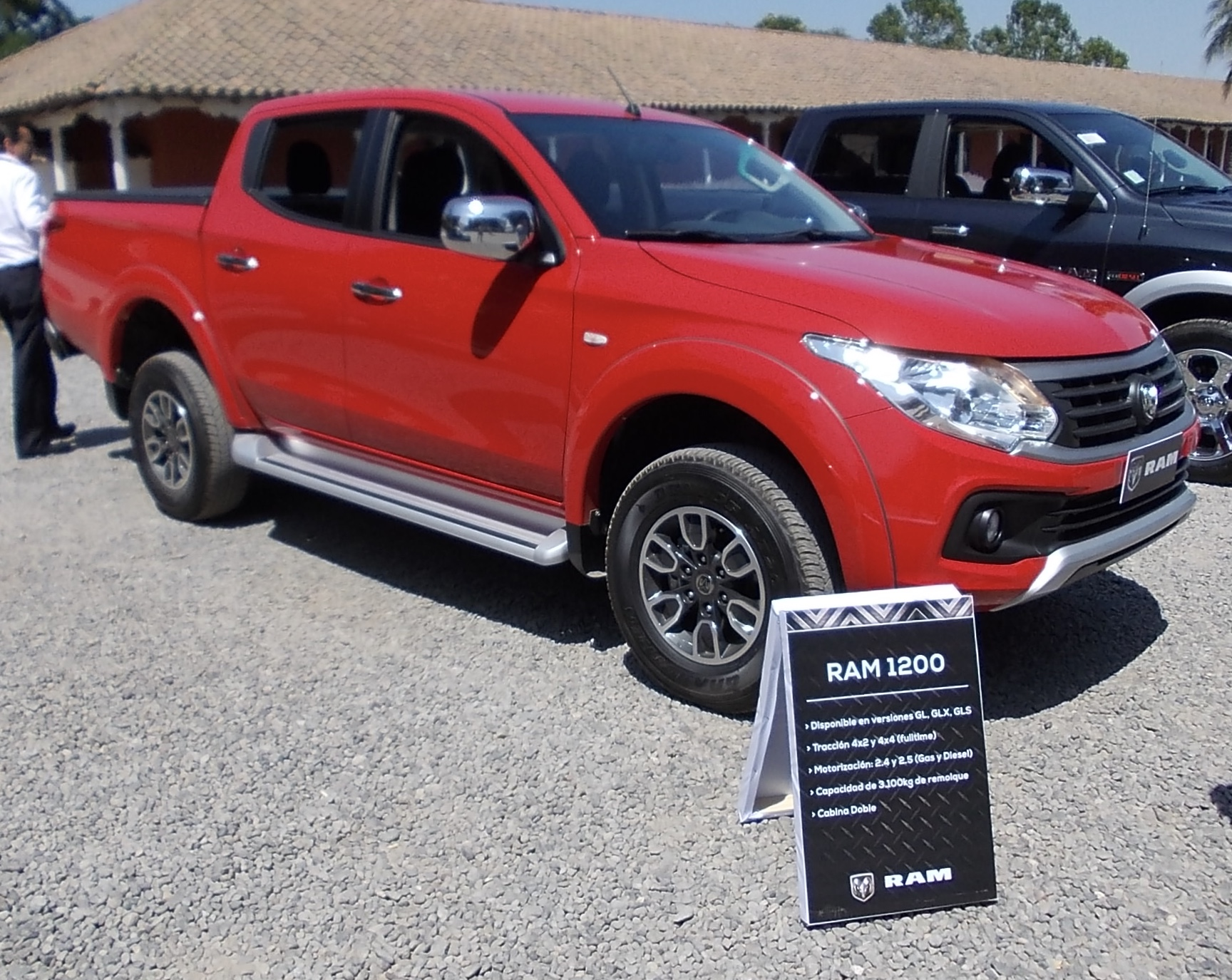
Ram 1200
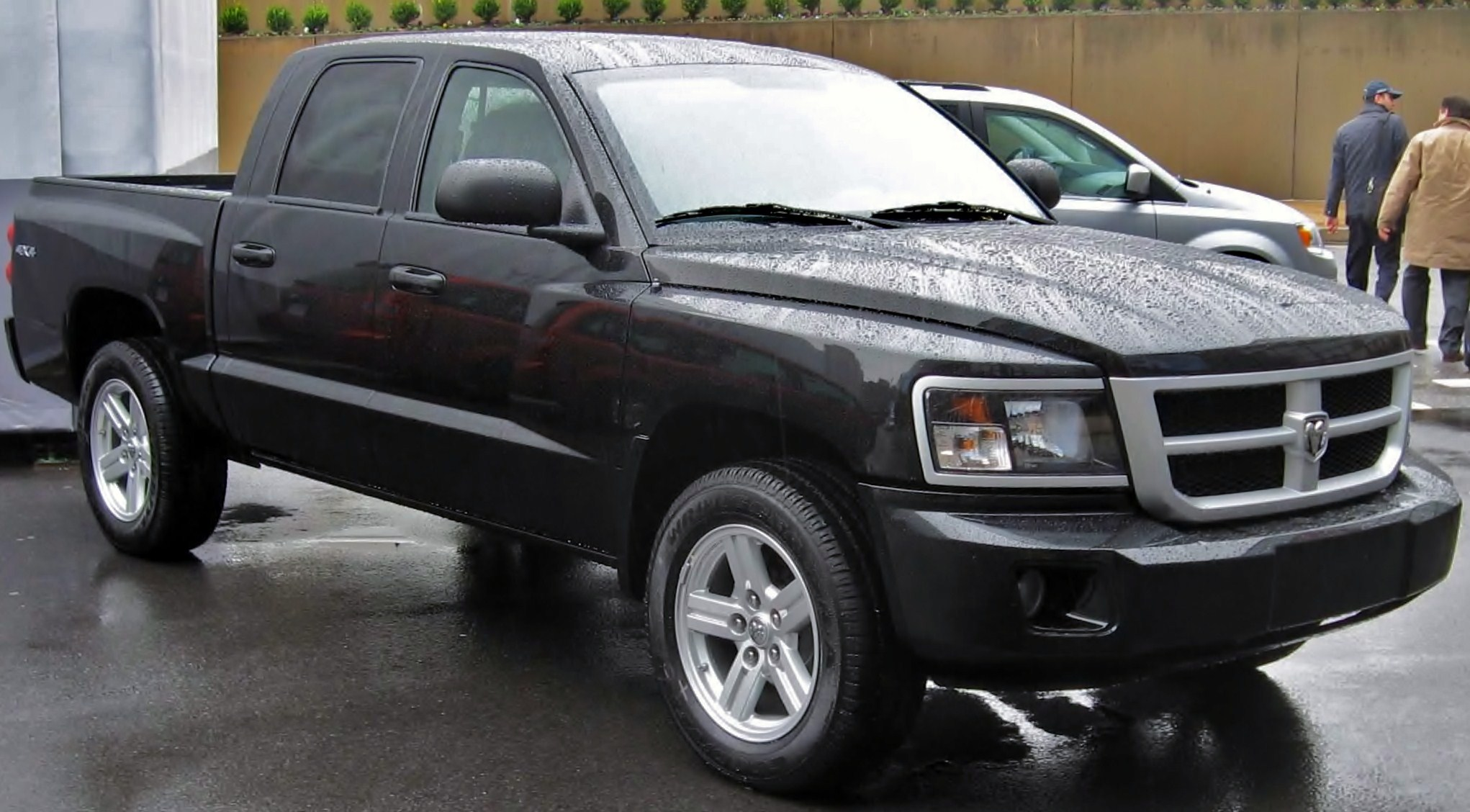
Ram Dakota
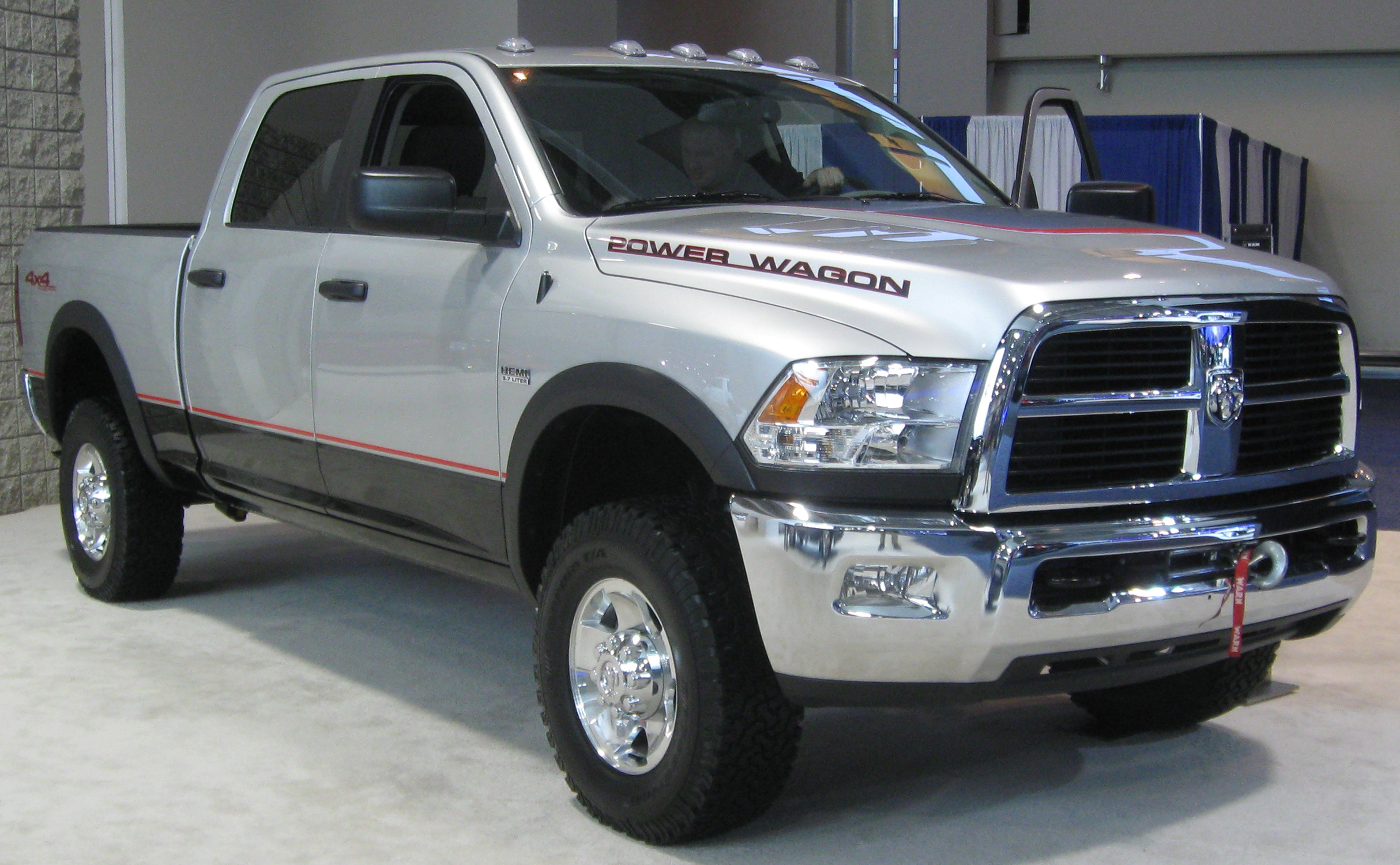
Ram 2500
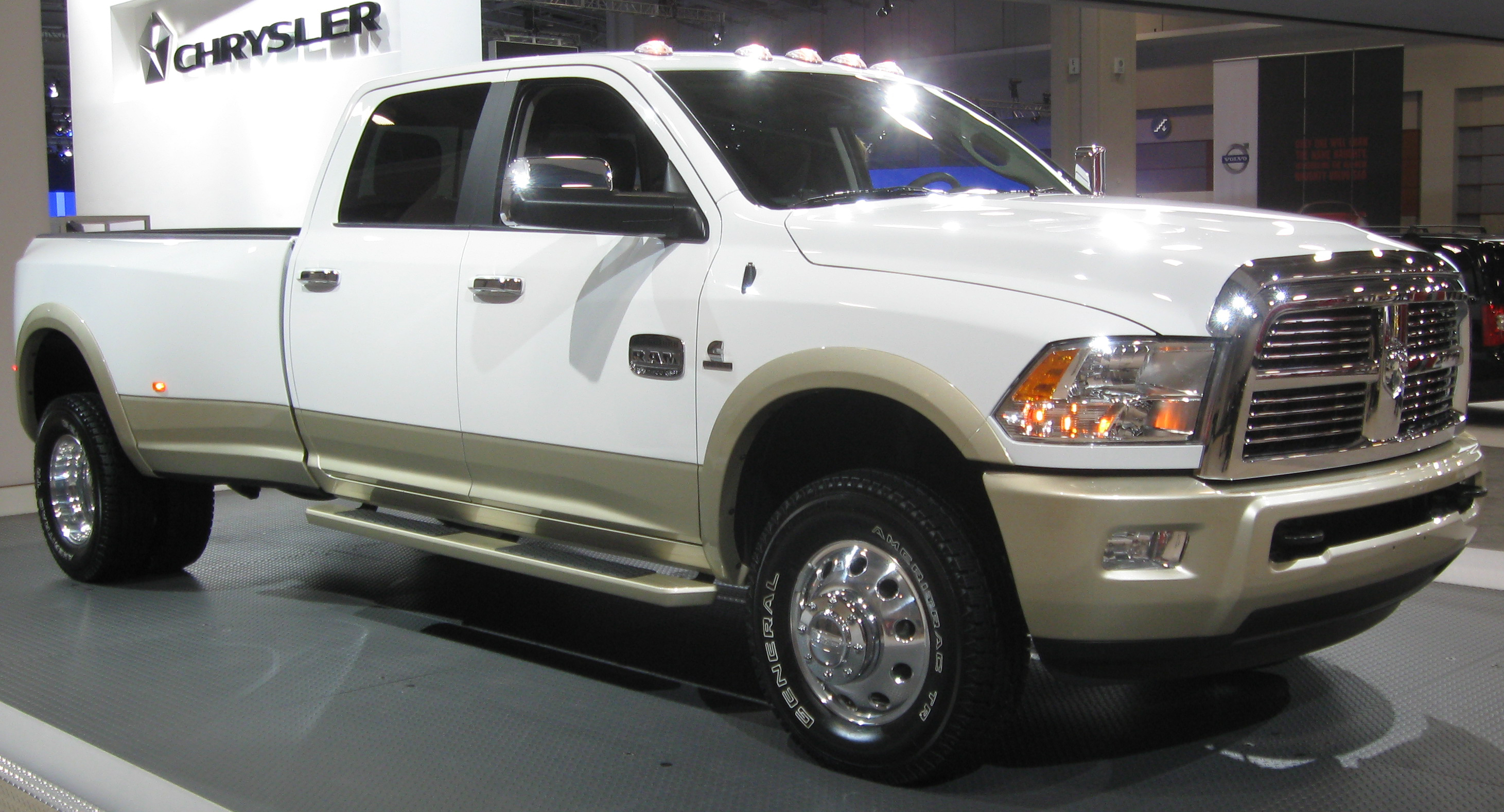
Ram 3500